# Michael Lee
Michael Lee (nombre de nacimiento Michael Gary Pearson; Darlington, 19 de noviembre de 1969 – 24 de noviembre de 2008) fue un batería británico, conocido por sus grabaciones en los discos de los 90 de Page & Plant.

## Biografía
Lee comenzó su carrera como batería con Little Angels, una banda de Scarborough que estuvo en la escena musical británica a principios delos 90. Lee fue reemplazado en Little Angels durante el tour Young Gods por Mark Richardson, después de que sus compañeros descubrieran que había hecho una audición para The Cult a sus espaldas. Fue el batería en la gira mundial del sico del grupo Ceremony en 1991 y 1992.
Después de tocar con The Cult, pasaría a trabajar con Echo & the Bunnymen y la nueva versión de Thin Lizzy. Lee también trabajó con muchas otras bandas, incluidas Holosade (que grabó su primer álbum como "Damian Lee"), Alaska y Sweet Janes.
En los últimos años, trabajaría con el líder de Led Zeppelin Robert Plant. Como resultado de su trabajo en el material en solitario de Plant, fue invitado a continuar esta colaboración cuando Plant volvió a unirse con Jimmy Page. Lee se convirtió en el baterista de su banda de gira y grabación, Page & Plant, y escribió todas las canciones del álbum de 1998 de la banda Walking into Clarksdale. Lee también estuvo de gira con Jeff Martin y fue el batería en solitario de Martin, Exile and the Kingdom. También cooperó en el álbum de Ian Gillan de 2006, Gillan's Inn.

## Fallecimiento
Lee fue encontrado muerto en su piso el 24 de noviembre de 2008 a causa de un ataque epiléctico. Su funeral se realizó en su localidad natal y en su sepelio, tocaron músicos como Toby Jepson y Jimmy Page.